# Yam (Coran)
Pour les articles homonymes, voir Canaan.
Dans l'islam, Canaan ou Yam, fils de Noé, est le quatrième fils du prophète Noé et de sa femme Nahama, et le frère de Sem, Cham, et Japhet. Selon la religion islamique, Yam est un mécréant et meurt noyé dans le déluge.
En revanche, dans la Bible hébraïque, Canaan est le fils de Cham et le petit-fils de Noé.

## Dans le Coran et les traditions
Le Coran raconte que certains membres de la famille de Noé ont péri. Un des fils de Noé n'a pas embarqué sur l'arche, se croyant à l'abri sur les hauteurs.  Pour l'islamologue Viviane Comerro, cette péricope pourrait être une « mise en récit d’Ézéchiel 14, 16 ».
Selon l'exégète Tabari, le Déluge ne fut pas immédiat et il y eut 40 jours entre son début et la dernière tentative de Noé de convaincre son fils d'embarquer. Dans une dernière tentative, Noé pria Dieu de sauver son fils fidèlement à la promesse divine de protéger sa famille. Il répondit pourtant que celui-ci n'était pas de sa famille. Cette déclaration a posé question aux traditionnistes, certains ayant voulu voir en lui un beau-fils, voire un enfant adultérin.

## Nom
Selon les commentateurs, il porte le nom de Canaan (Tabari, par exemple) ou Yam (Ibn Kathir par exemple).